# Víctor Farías
Víctor Ernesto Farías Soto (Santiago de Xile, 1940) és un autor xilè que ha estudiat la filosofia de Martin Heidegger, la presència dels nazis a Xile i l'esquerra xilena. Ha generat polèmica per les acusacions que ha realitzat en contra de Salvador Allende i el Partit Socialista.
Es va graduar a la Universitat Catòlica de Xile en filosofia i germanística el 1961. Va continuar els seus estudis a la Universitat de Friburg de Brisgòvia (Alemanya) on es va doctorar en filosofia. Durant la seva estada a Alemanya, va estudiar pensadors alemanys com Martin Heidegger, Rainer Marten i Eugen Fink.
El 1987, Farías va publicar el llibre Heidegger i el nazisme que genera atenció internacional i és publicat en catorze països; hi argumenta que la filosofia de Heidegger és estrictament nazi. Durant aquest període publica estudis sobre Gabriel García Márquez i Jorge Luis Borges.
Farías torna a Xile el 1971 i retorna a Alemanya després del Cop Militar de 1973. Farías es converteix en investigador i professor a la Universitat Lliure de Berlín fins a 2006.
El seu llibre Salvador Allende: Antisemitismo y eutanasia (2005) va ser una font de controvèrsia. Hi explica com el jove Salvador Allende en els anys 1930 flirtejava amb les idees del feixisme i del racisme, com palesa la seva tesi doctoral.

## Llibres
- Los manuscritos de Melquíades (1981)
- La estética de la agresión (1984)
- Heidegger y el Nazismo (1987)
- La izquierda chilena (1969-1973) (2001)
- Los Nazis en Chile (2003, dos tomos)
- Salvador Allende: Antisemitismo y eutanasia (2005)
- Salvador Allende: El fin de un mito (2006)
- Los Documentos Secretos de Salvador Allende. La Caja de Fondos En La Moneda (2010)